# Ústí (okres Jihlava)
Obec Ústí (německy Austie, Hermannsfleck (1432)) se nachází v okrese Jihlava v Kraji Vysočina. V katastrálním území obce se nachází osady Němeček a Hejště, několik samot a chatových osad. Žije zde 216 obyvatel.

## Název
Název se vyvíjel od varianty Vzthie (1257), Vstium (1432), Vstij (1467), Ustie (1458), Austij (1602), Ausstii (1654), Austie (1838).

## Historie
V roce 1139 nechali kníže Soběslav I. a jeho manželka Adleta založit želivský klášter. Právě odtud pokračovalo osidlování Humpolecka. Do 2. poloviny 13. století je na Ústecku doloženo dolování a rýžování. Do současnosti se dochovaly stopy po rýžovišti při cestě na Dudín. Stopy po dolování zase můžeme najít v lokalitě V Kabátě nedaleko Branišova. První písemná zmínka o Ústí pochází z roku 1257, kdy je uvedena na listině Želivského kláštera, a svůj název dostala podle ústí místního potůčku do Mlýnského potoka. Dne 3. ledna 1272 vydal Přemysl Otakar II. listinu, kterou potvrdil Jihlavským právo na dolování od Jihlavy k Ústí nad Lužnicí. Antonín Tomíček a někteří další historikové za toto Ústí mylně považovali Ústí u Humpolce; dnes víme, že se jedná o Sezimovo Ústí. Ze stejného roku pochází první zmínka o osadě Fabriky, která byla podle názoru prof. dr. J. Kratochvíla založena v souvislosti s dolováním. V roce 1332 se obec poprvé objevuje s německým názvem Hermansflek. Poslední zmínka o Ústí v souvislosti s vlastnictvím Želivským klášterem pochází z roku 1467, kdy se na jedné z klášterních listin jako svědek objevuje Martin de Hermansflek. O rok později (1468) přešla obec do majetku Trčků z Lípy.
Roku 1597 se panství Jeníkov oddělilo od panství Želiv. Podle názoru historika Antonína Tomíčka se Ústí stalo sídlo hrdelního soudu, pod nějž spadaly obce Branišov, Dudín, Dušejov, Kalhov, Opatov, Staré Bříště, Šimanov, Zbilidy a Zbinohy. Roku 1597 zemřel majitel panství Maxmilián Trčka z Lípy a to se na krátkou dobu stalo majetkem rytíře Samuela Nejepínského z Nejepína. Ovšem už o rok později jej získal císař Rudolf II., od kterého jej odkoupil Jaroslav Trčka z Lípy. V roce 1601 se novým majitelem panství stal protestant Matyáš Stubík z Königsteina. Pro účast na stavovském povstání mu ho císař Ferdinand II. odebral, ale krátce poté jej od něj dostal zpátky. V roce 1604 získal část panství, která zahrnovala vsi Ústí, Šimanov, Branišov, Mysletín, Orlov, Buková a Polánky, Matyášův syn Tobiáš Stubík. Ten si za svoje sídlo zvolil Branišov, kde si také vystavěl rezidenci. Ovšem už o 4 roky později jej Jiří Stubík připojil k panství Úsobí.
Roku 1619 pak od jeho syna Petra Stubíka panství odkoupila hraběnka Magdalena Trčková z Lobkovic. Po její smrti v roce 1631 majetek převzal její manžel hrabě Jan Rudolf Trčka z Lobkovic a po jeho smrti dne 29. září 1634 císařská komora. Roku 1635 jeníkovské panství zakoupil nejvyšší komoří svobodný pán Filip Friedrich Breyner. V rámci panství pak došlo k vytvoření branišovského statku, pod nějž spadaly vsi Branišov, Buková, Mysletín, Orlov, Šimanov, Ústí s ovčárnou a dvorec v Hejšti. Už o 3 roky později Filip Friedrich zemřel a panství převzala jeho matka hraběnka Anna Marie Breynerová z Trautmansdorfu. Ta byla fanatickou katolička, což donutilo řadu obyvatel k odchodu do ciziny.
V letech 1639–1648 se panství ocitlo pod útoky Švédů, kteří za svůj opěrný bod zvolili hrad v Lipnici nad Sázavou. Roku 1642 panství zdědil hrabě Maxmilián z Trautmansdorfu, jenž jej roku 1650 předal hraběti Adamu Matyáši z Trautmansdorfu. O rok později jej Jan Friedrich z Trautmansdrofu prodal. Novým majitelem se stal svobodný pán Johann Rudolf z Bukau, který jej spojil s úsobsko-střítežským panstvím. Ve stejném roce proběhlo sčítání poddaných a v Ústí žilo 28 katolíků.
Roku 1654 se majitelem panství stal Ferdinand Arnošt Heidler z Bukové. V obci je k tomuto roku doložen panský dvůr a mlýn, 5 obhospodařovaných gruntů a 7 pustých gruntů, dále truhlář a tkadlec. Voplašovský mlýn byl opuštěný. Roku 1664 panství získal Jan Šebestián z Pöttingenu a v roce 1678 Jan Ignác Vltavský z Mannsnwerthu. K roku 1681 jsou doloženy trosky Voplašovského dvora, který toho roku zakoupil za 16 kop grošů Mikuláš Pokorný. Roku 1690 se majitelem stal hrabě Antonín Pachta z Rájova a Bukové na Stříteži, po jeho smrti roku 1698 hraběnka Alžběta Polyxena Buquoyová z Cavriani a roku 1706 její syn Karel Kajetán de Lon Quevel Buquoy.
Dne 16. listopadu 1719 panství odkoupil Jan Baptista z Minetti a své sídlo umístil do Branišova. O 10 let později byl dostavěn zámek ve Větrném Jeníkově a Branišov tak již nesloužil jako sídlo vrchnosti. Roku 1744 převedl Jan Baptista panství na Vlašský špitál v Praze na Malé Straně. Podle záznamů z roku 1757 tvořily branišovský statek vsi Branišov, Ústí, Buková, Šimanov, Mysletín, Orlov, Polánky a Hejště. Žilo zde 55 hospodářů, na celém panství Větrný Jeníkov pak 176 hospodářů. V Ústí je k tomuto roku uváděn také horní a dolní mlýn, u kterého fungovala pila. Roku 1770 byla na návsi vystavěna kaplička se zvoničkou, která nahradila původní dřevěnou, jež stávala nedaleko stavení zv. U Zvoníků. Na základě nařízeného číslování domů zde v témže roce stálo 41 domů a to včetně všech osad a samot, které pod Ústí spadaly.
V roce 1787 vyšla kniha Topographie des Königreichs Böhmen od Jaroslava Schallera, kde se v části o panství Větrný Jeníkov objevují také zmínky o vsi Ústí. Tehdy zde stálo 48 domů. V roce 1790 získal panství od Vlašského špitálu do pachtu Jan Svoboda, v jehož držení zůstalo do 28. května 1820, kdy zemřel. Poté přešlo do pachtu svobodného pána Františka Josefa Schorella, po jehož smrti dne 28. května 1825 panství spravovala jeho manželka. V letech 1834–1838 jej pak spravovala císařská královská komora.
V roce 1839 se novým majitelem panství stal Karel Rumerskirch, který jej odkoupil za 187 400 zlatých. V roce 1840 vyšla Sommerova Topografie, podle níž v Ústí žilo 510 obyvatel v 62 domech. Kromě toho se zde nacházel i panský dvůr, ovčín a trojice mlýnů. V roce 1845 pak byl vypuštěn Padrťský rybník, jeden z největších rybníků na panství, a přeměněn na louky. Dne 7. září 1848 odsouhlasil říšský sněm zrušení poddanství a roboty. V Ústí se to týkalo 23 robotníků, za které se zaplatili vyvazovací poplatky ve výši 1 504 zlatých a 5 krejcarů. Jeníkovské panství tehdy tvořily obce Branišov, Dudín, Dušejov, Jankov, Kalhov, Mysletín, Opatov, Šimanov, Ústí, Velešov, Větrný Jeníkov, Zbilidy a Zbinohy.
V letech 1869–1929 pod obec spadala osada Branišov, která se k obci jako místní část opět připojila 1. ledna 1992. Od 30. listopadu 2007 používá obec znak a vlajku.

## Přírodní poměry
Ústí leží v okrese Jihlava v Kraji Vysočina. Nachází se 2 km jihozápadně od Kalhova, 5 km západně od Větrného Jeníkova, severozápadně 26 km od Jihlavy, 4 km od Šimanova a 2,5 km od Branišova, 3,5 m severně od Zbilid a 4 km jižně od Dudína a 4 km jihovýchodně od Krasoňova. Geomorfologicky je oblast součástí Křemešnické vrchoviny a jejího podcelku Humpolecká vrchovina, v jejíž rámci spadá pod geomorfologický okrsek Vyskytenská pahorkatina. Průměrná nadmořská výška činí 585 metrů. Nejvyšší bod o nadmořské výšce 617 metrů stojí severně od obce. Jižně od obce protéká Hejnický potok. V severní části katastru leží rybník Hejště, kterým protéká Hejšťský potok. Část území přírodní památky Hajnice zasahuje i do katastru Ústí. Východně od návsi na okraji obce u zemědělské usedlosti rostou dva památné duby letní.

## Obyvatelstvo
Podle sčítání 1921 zde žilo v 72 domech 416 obyvatel, z nichž bylo 237 žen. 465 obyvatel se hlásilo k československé národnosti. Žilo zde 464 římských katolíků a 2 evangelíci.
| Rok            | 1869 | 1880 | 1890 | 1900 | 1910 | 1921 | 1930 | 1950 | 1961 | 1970 | 1980 | 1991 | 2001 | 2014 |
| Počet obyvatel | 688  | 686  | 760  | 685  | 636  | 631  | 571  | 397  | 392  | 300  | 262  | 209  | 195  | 229  |

| Rok            | 1869 | 1880 | 1890 | 1900 | 1910 | 1921 | 1930 | 1950 | 1961 | 1970 | 1980 | 1991 | 2001 |
| Počet obyvatel | 489  | 501  | 548  | 487  | 440  | 466  | 440  | 338  | 322  | 261  | 245  | 198  | 188  |

## Obecní správa a politika

### Místní části
Obec má dvě místní části – Branišov a Ústí, které leží na 2 katastrálních územích „Branišov u Jihlavy“ a „Ústí u Humpolce“ a má dvě stejnojmenné základní sídelní jednotky.

### Zastupitelstvo a starosta
Obec má devítičlenné zastupitelstvo, v jehož čele stojí starosta Jiří Němec. 
| Období    | Voliči | Účast v % | Mandáty | Výsledky                                      | Starosta    |
| --------- | ------ | --------- | ------- | --------------------------------------------- | ----------- |
| 2002–2006 | 161    | 77,64     | 9       | 4 Sdružení pro rozvoj obce 3 SNK I. 2 SNK II. | Josef Paťha |
| 2006–2010 | 167    | 62,87     | 9       | 5 SNK II. 4 SNK I.                            | Josef Paťha |
| 2010–2014 | 180    | 67,78     | 9       | 6 SNK II. 3 SNK I                             | Josef Paťha |
| 2014–2018 | 179    | 60,89     | 9       | 5 SNK I. 4 SNK II.                            | Josef Paťha |

### Znak a vlajka
Právo užívat znak a vlajku bylo obci uděleno rozhodnutím Poslanecké sněmovny Parlamentu České republiky dne 30. listopadu 2007. Znak: V zeleném štítě ve zlatém klínu knížecí koruna. Vlajka: Zelený list se žlutým klínem vycházejícím z horního okraje listu s vrcholem na dolním okraji listu. V klínu knížecí koruna. Poměr šířky k délce listu je 2 : 3.

## Hospodářství a doprava

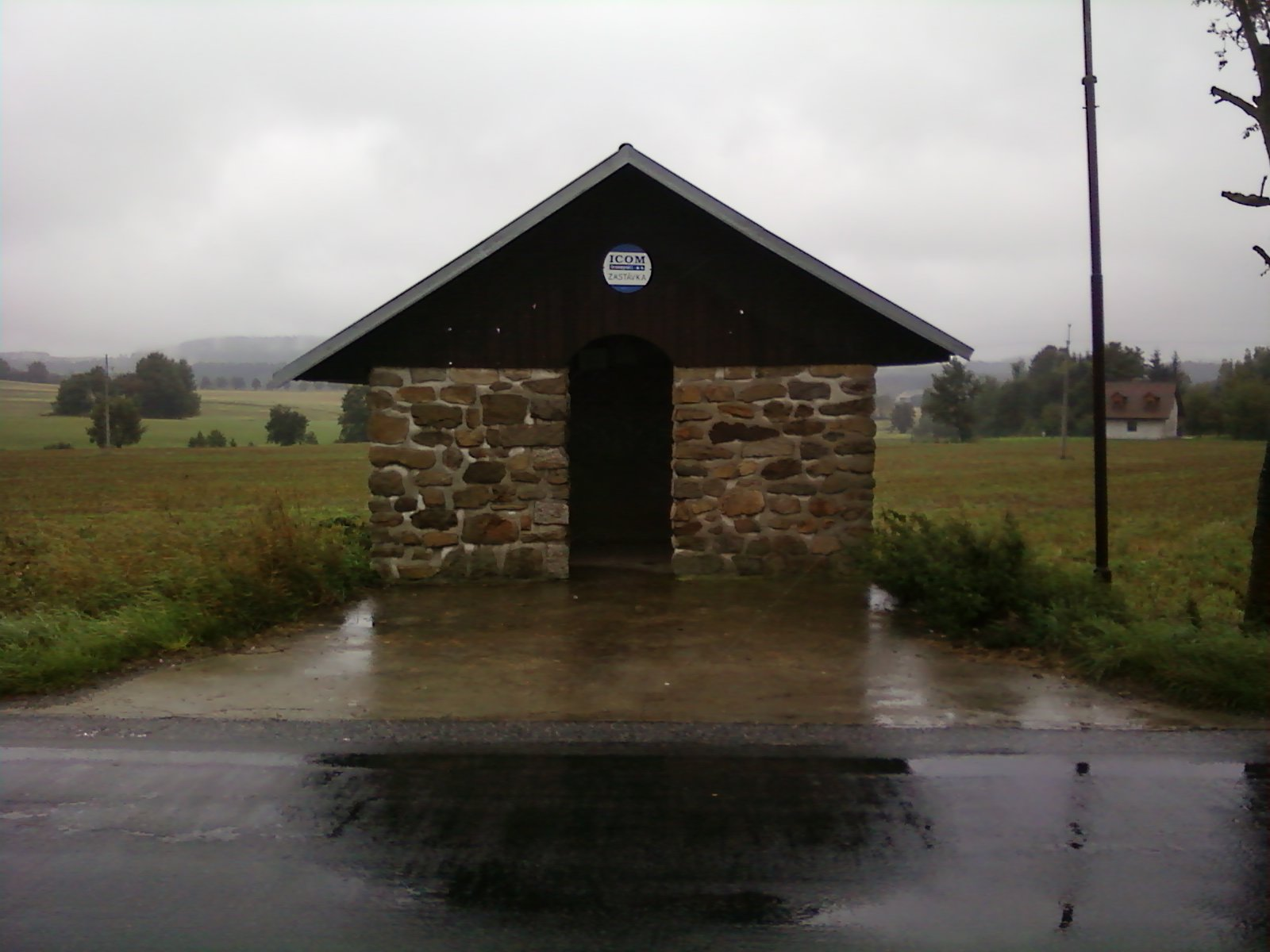
Autobusová zastávka Ústí, rozc.

V obci sídlí firmy VELE, spol. s r.o., AGREKO-ÚSTÍ, s.r.o., HUNSGAS s.r.o. a obchod společnosti LAPEK, a.s. a truhlářství Bašta. Obcí prochází silnice III. třídy č. 13115 ze Zbilid ke komunikaci II. třídy č. 523 z Kalhova do Krasoňova. Dopravní obslužnost zajišťují dopravci ICOM transport a ZDAR. Autobusy jezdí ve směrech Humpolec, Větrný Jeníkov, Jihlava, Havlíčkův Brod, Dudín, Ledeč nad Sázavou, Žďár nad Sázavou, Nížkov a Polná.

## Školství, kultura a sport
Místní děti dojíždějí do základní školy ve Větrném Jeníkově. Působí zde Sbor dobrovolných hasičů Ústí.